# Тьягу-Станкович, Деян
Деян Тьягу-Станкович (серб. Dejan Tiago-Stanković, 2 ноября 1965, Белград — 21 декабря 2022, Лиссабон) — сербский и португальский писатель и литературный переводчик. Лауреат премии Бранко Лопича Сербской академии наук и искусств за роман «Эшторил» (2015) и премии Европейского союза по литературе за роман «Замалек» (2020).

## Биография
Обучался архитектуре.
Переехал в Англию, жил в Лондоне до 1995 года, где познакомился со своей будущей женой-португалкой, с которой затем переехал в Лиссабон и получил португальское гражданство.
Выступал переводчиком как с португальского на сербский, так и с сербского на португальский — работал с произведениями Сарамага, Иво Андрича и Драгослава Михайловича. Считал, что авторы, которых он переводил, повлияли на его творчество, и сожалел, что критики этого не заметили.
Писал документальные очерки для многочисленных сербских, хорватских, португальских, британских и бразильских печатных изданий. Был обозревателем белградского еженедельника NIN (Nedeljne informativne novine). Подписал Декларацию об общем языке хорватов, сербов, боснийцев и черногорцев (серб. Deklaracija o zajedničkom jeziku).
Высоко оценивал архитектуру Лиссабона, в том числе современную, особо отмечал вклад архитекторов Альваро Сиза и Граса Моура.
Скоропостижно скончался в своем доме в Лиссабоне. Кремирован и похоронен на Новом кладбище в Белграде.

### На английском языке
- Estoril, a war novel (Head of Zeus, London 2017)
- Tales of Lisbon (Prime Books, Estoril)

### На португальском языке
- Estoril, romance de guerra (Bookbuilders, Lisboa 2016.)
- Contos de Lisboa (Prime Books, Estoril)
- Lisboa ultrassecreta (Globo, São Paulo)

### На сербском языке
- Zamalek, roman o kismetu. (Zamalek, Belgrade 2020)
- Estoril, ratni roman (Geopoetika, Belgrade 2015)
- Odakle sam bila više nisam i druge lisabonske priče (Geopoetika, Belgrade 2012)

## Фильмография
2020 — Dobar, los, zao

2019 — Последний серб в Хорватии (серб. Posljednji Srbin u Hrvatskoj)